# Amantaní
Amantaní is een eiland in het Titicacameer. Het ligt ten oosten van het schiereiland Capachica en ten noorden van het eiland Taquile.
Het heeft een cirkelvorm met een diameter van ongeveer 3,4 km. Het hoogste punt, de top van de berg Llacastiti is 4150 m, dat wil zeggen 340 m boven het niveau van het Titicacameer (3810 m).
Amantaní is een distrito van de Puno-provincia, in de gelijknamige regio van Peru. 

Het toerisme is een belangrijke bron van inkomsten. Het eiland is per boot vanuit Puno te bereiken. Er worden overnachtingen bij de lokale bevolking aangeboden. De verwelkoming op het eiland gebeurt in traditionele kledij.

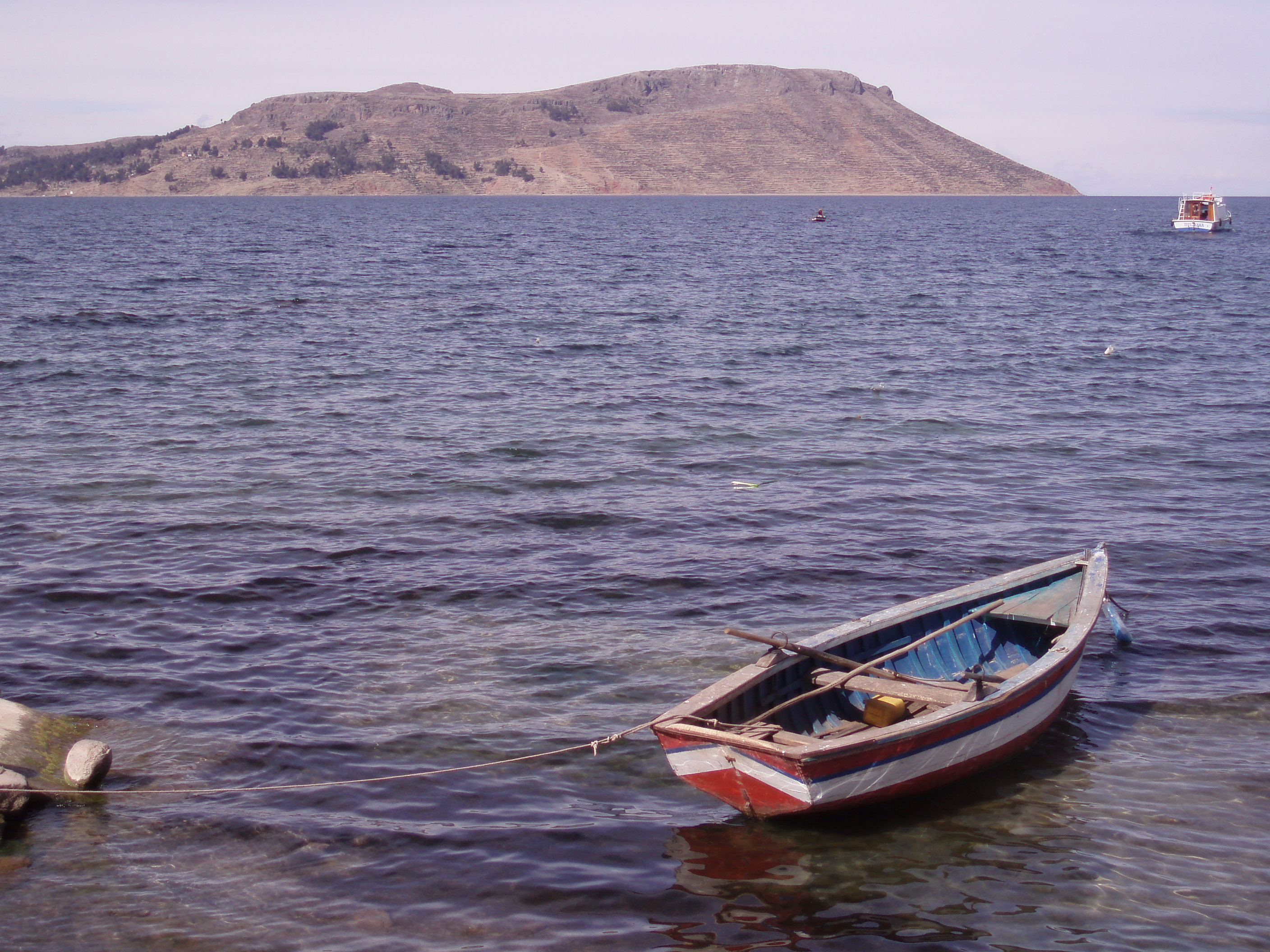
Amantaní gezien vanaf het schiereiland Ccotos